# Via Postumia

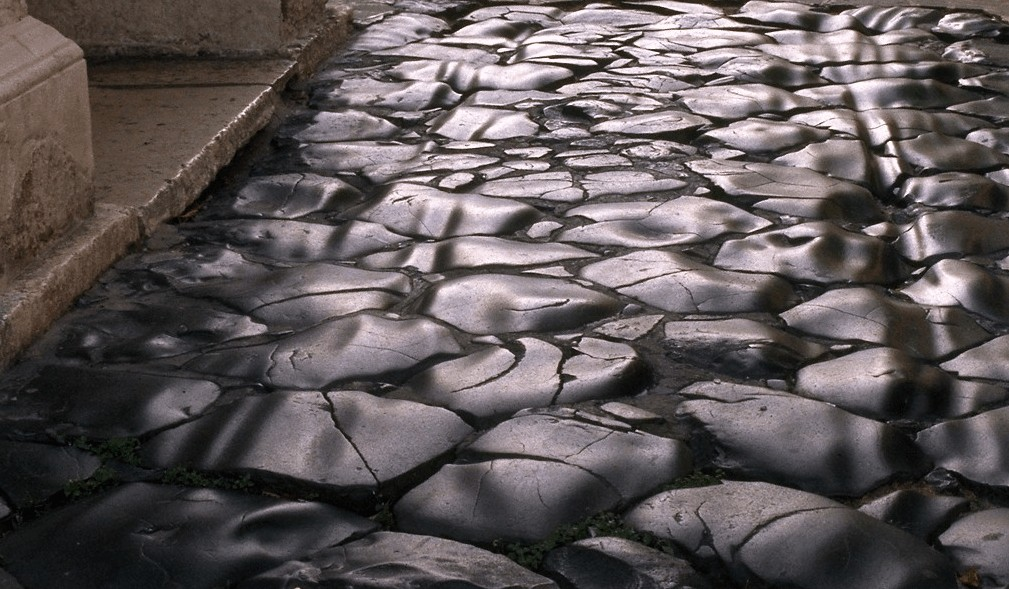
La via Postumia à Vérone.

La via Postumia est une voie romaine réalisée en 148 av. J.-C. par le consul romain Postumius Albinus sur les territoires de la Gaule cisalpine, correspondant à peu près à l'actuelle plaine du Pô. La construction était d'abord à des fins militaires.
Elle reliait Aquilée, port fluvial accessible depuis l'Adriatique, à Gênes, en traversant Trévise, Vicence, Vérone, Crémone et Plaisance où elle croisait la via Aemilia . Au début du Ier siècle, elle a été prolongée vers l'est, au-delà d'Aquilée, par la via Gemina.
Actuellement, certains passages en sont utilisés par des routes nationales (SS) ou provinciales, d'autres sont désuets, et certains survivent dans quelques toponymes.